# Hyperthaema reducta
Hyperthaema reducta is een beervlinder uit de familie van de spinneruilen (Erebidae). De wetenschappelijke naam van de soort is voor het eerst geldig gepubliceerd in 1916 door Joicey & Talbot.